# Charmosynopsis
Genre
Charmosynopsis est un genre d'oiseaux de la famille des Psittaculidae.

## Liste des espèces
Selon la classification de référence du Congrès ornithologique international (24 août 2023) :
- Charmosynopsis pulchella (G.R.Gray, 1859) - Lori féerique
- Charmosynopsis toxopei (Siebers, 1930) - Lori de Buru

## Systématique
Le nom valide complet (avec auteur) de ce taxon est Charmosynopsis Salvadori, 1877.